# Petchora (ville)
Pour les articles homonymes, voir Petchora.
Petchora (en russe : Печора) est une ville de la république des Komis, en Russie. Sa population s'élevait à 41 716 habitants en 2013.

## Géographie
Petchora est une ville située à une latitude proche de celle du cercle polaire arctique, à proximité des montagnes de l'Oural septentrional. La ville occupe la rive droite du fleuve Petchora, au point d'intersection de la ligne de chemin de fer reliant Konocha à Vorkouta avec le fleuve. Elle est située à 502 km au nord-est de Syktyvkar, la capitale de la république des Komis, et à 1 489 km au nord-est de Moscou.
La ville occupe un site de vallée fluviale à terrasses. Le relief est peu prononcé, l'altitude étant comprise entre 42 m et 64 m. Dans la région de Petchora, on trouve des gisements de gaz naturel et de pétrole ainsi que des matières minérales utilisées dans l'industrie du bâtiment : gravier, sable, pierre de construction, argile réfractaire pour les briques.
À la périphérie de la ville, on trouve des sols podzoliques tourbeux et à gley ainsi que des sols alluviaux de prairies et de marécages. La végétation est constituée par une flore de marais et de prairie propre aux plaines inondables ainsi que par des forêts ou se mêlent des essences de conifères et de bouleaux.
À la latitude à laquelle se trouve Petchora, la période des nuits blanches durant laquelle l'obscurité n'est jamais complète dure 78 jours par an du 19 mai au 30 août.

## Histoire
En 1940-1941 débuta la construction d'une cité ouvrière ainsi que celle d'une gare ferroviaire (ouverte officiellement en 1950) et d'un port fluvial.
Ancien camp du Goulag, la ville a été construite par des prisonniers. À Petchora était situé le centre administratif du camp nordique de redressement par le travail de Petchora. On dénombra jusqu'à 59 000 prisonniers dans ce camp de travail. Le camp cessa de fonctionner en 1959.
L'écrivain yiddish Pinkhas Kaganovitch, qui signait Der Nister, est mort au camp de Mineral'nyi en 1950.

## Population
Recensements (*) ou estimations de la population
| 1959*  | 1970*  | 1979*  | 1989*  |
| ------ | ------ | ------ | ------ |
| 30 586 | 37 803 | 56 361 | 64 746 |

| 2002*  | 2010*  | 2012   | 2013   |
| ------ | ------ | ------ | ------ |
| 48 700 | 43 105 | 42 296 | 41 716 |

| 2019   | 2020   | 2021   | - |
| ------ | ------ | ------ | - |
| 38 784 | 38 229 | 35 254 | - |

## Climat
Petchora connaît un climat très continental et subarctique. Le climat de Petchora appartient si on se réfère à la classification de Köppen au type Dfc (climat tempéré froid, climat humide et précipitations toute l'année, été court et frais). Les hivers sont très froids avec des températures minimales descendant fréquemment en dessous de −25 °C et les étés sont assez chauds et brefs avec des températures maximales voisines de 21 °C. La neige recouvre le sol en moyenne 196 jours par an de fin octobre à début mai. La hauteur de neige peut atteindre 117 cm au milieu de l'hiver. On compte 70 jours par an sans gel et la période de croissance active de la végétation ne dure que 73 jours.
- Température record la plus froide : −56,0 °C (février 1946)
- Température record la plus chaude : 34,9 °C (juillet 2002)
- Nombre moyen de jours avec de la neige dans l'année : 184
- Nombre moyen de jours de pluie dans l'année : 125
- Nombre moyen de jours avec de l'orage dans l'année : 13
- Nombre moyen de jours avec blizzard dans l'année : 45

| Mois                              | jan.  | fév.  | mars  | avril | mai   | juin | jui. | août | sep. | oct.  | nov.  | déc.  | année |
| --------------------------------- | ----- | ----- | ----- | ----- | ----- | ---- | ---- | ---- | ---- | ----- | ----- | ----- | ----- |
| Température minimale moyenne (°C) | −24,6 | −21,1 | −11,9 | −8,7  | −1,3  | 7,9  | 11   | 7,3  | 3,2  | −4,5  | −14,7 | −19,2 | −6,4  |
| Température moyenne (°C)          | −19,5 | −17,1 | −8,6  | −3,3  | 3,4   | 12,2 | 15,9 | 11,8 | 6,2  | −1,7  | −10,8 | −15,4 | −2,2  |
| Température maximale moyenne (°C) | −16,3 | −12,4 | −1,2  | 2,1   | 8,3   | 18,6 | 21,8 | 16,3 | 9,9  | 0,7   | −8,1  | −11,5 | 2,4   |
| Record de froid (°C)              | −54,7 | −56   | −44,7 | −35,7 | −23,3 | −5,6 | 0,1  | −3,1 | −9,5 | −33,9 | −43,3 | −52,5 | −56   |
| Record de chaleur (°C)            | 2,5   | 2,5   | 11    | 21,9  | 30,6  | 34,1 | 34,9 | 32,4 | 27,6 | 20    | 7,7   | 3,3   | 34,9  |
| Précipitations (mm)               | 40    | 32    | 30    | 33    | 41    | 58   | 65   | 73   | 60   | 61    | 49    | 46    | 588   |

## Source
- (ru) Cet article est partiellement ou en totalité issu de l’article de Wikipédia en russe intitulé « Печора (город) » (voir la liste des auteurs).